# Roman Maszkow
Roman Spiridonowicz Maszkow (ros. Роман Спиридонович Машков, ur. 24 września 1922 we wsi Bolszyje Goły obecnie w obwodzie irkuckim, zm. 22 lipca 1971 w Nowochopiorsku) – radziecki wojskowy, porucznik. W 1945 roku został mu nadany tytuł Bohatera Związku Radzieckiego – najwyższy tytuł honorowy ZSRR.

## Życiorys
Urodził się w rodzinie chłopskiej. Skończył 7 klas, pracował w kołchozie, w październiku 1941 został powołany do Armii Czerwonej. Służył w wojskach powietrznodesantowych, od kwietnia 1942 uczestniczył w wojnie z Niemcami, był dowódcą plutonu 5 Brygady 5 Korpusu Pancernego 2 Frontu Nadbałtyckiego w stopniu porucznika. Wyróżnił się w walkach o stację Ērgļi (Łotwa) 21–22 sierpnia 1944, gdy wraz z plutonem odparł wiele kontrataków wroga i zadał mu duże straty. Później wraz ze swoimi żołnierzami zaatakował niemiecki sztab, zdobywając dokumenty i zabijając dowódcę dywizji. Po wojnie został zwolniony do rezerwy, pracował w kołchozie.

## Odznaczenia
- Złota Gwiazda Bohatera Związku Radzieckiego (24 marca 1945)[1]
- Order Lenina
- Order Czerwonej Gwiazdy